# Agle
Le ruisseau l'Agle ou le Lagle est un affluent du gave de Pau.
Il prend sa source à Serres-Sainte-Marie, traverse Artix et conflue avec le gave de Pau à Lacq.

## Hydronymie
Le ruisseau est appelé la Lagle sur la carte de Cassini (XVIIIe siècle) et l'Agle dans le dictionnaire topographique Béarn-Pays basque de 1863. Son nom est sans doute apparenté à ceux de Lacq, Lagor et du Lagoin.

## Communes traversées
- Artix
- Lacq
- Serres-Sainte-Marie